# NGC 6903
NGC 6903 је елиптична галаксија у сазвежђу Јарац која се налази на NGC листи објеката дубоког неба.
Деклинација објекта је - 19° 19' 33" а ректасцензија 20h 23m 44,9s. Привидна величина (магнитуда) објекта NGC 6903 износи 11,9 а фотографска магнитуда 12,9. NGC 6903 је још познат и под ознакама ESO 596-29, MCG -3-52-3, PGC 64607.